# Ilario Spampinato
 (novembre 2024).
Pour les articles homonymes, voir Spampinato.

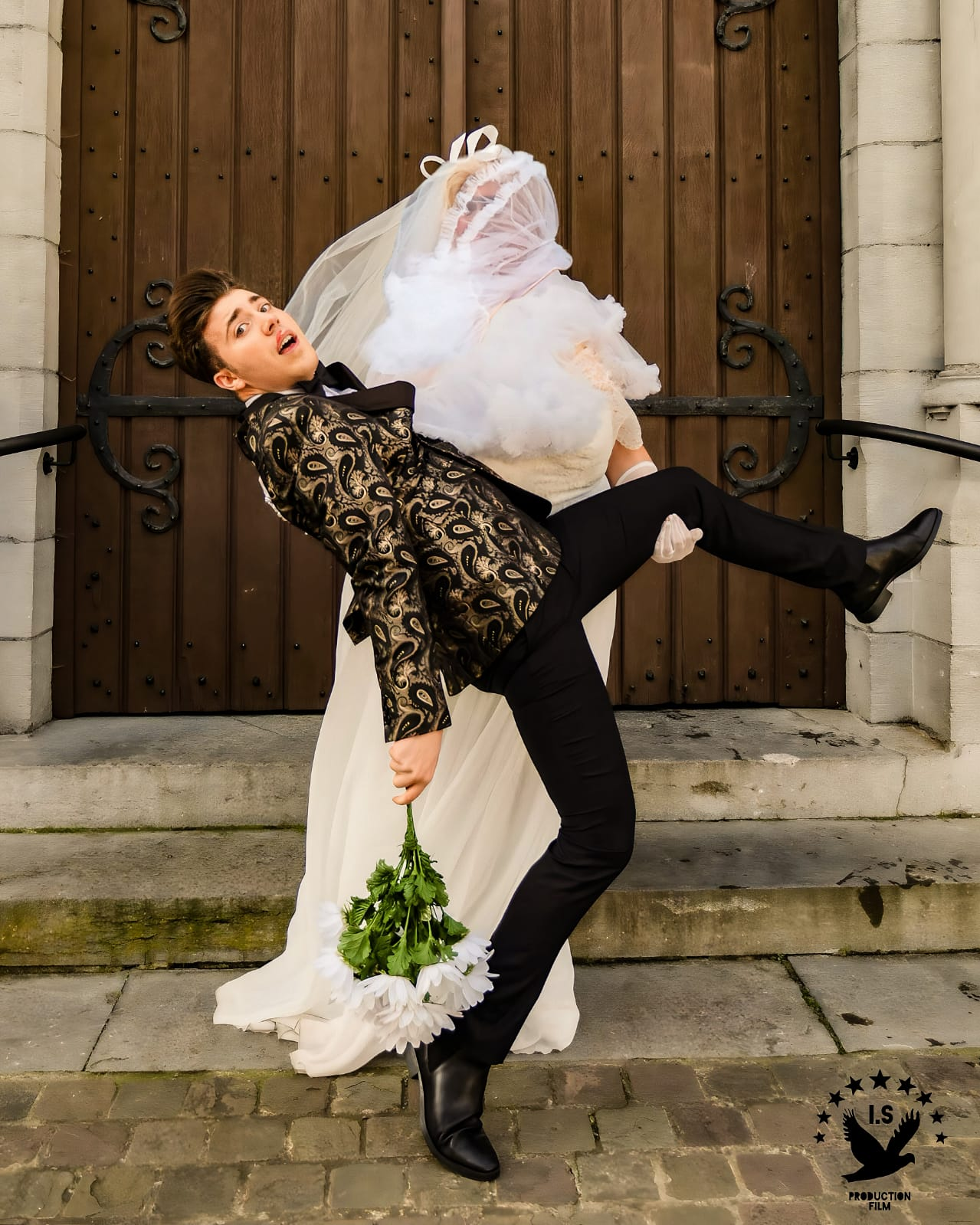
(Ilario Spampinato)

Ilario Spampinato de son nom complet Ilario Giuseppe Piétro Spampinato est un comédien, humoriste, acteur et chanteur de nationalité belge et d'origine italienne, né le 4 septembre 2000 à Chapelle-lez-Herlaimont en Belgique.
Dès l’âge de six ans, il découvre le théâtre et se produit au sein d’une troupe amateur grâce à laquelle il apprend les bases. A la Maison des Jeunes de son village, le petit garçon qu’il est effectue divers exercices, respiration, voix, mouvements, position du corps et renforcement de la confiance en soi. Ces leçons durent six ans et c’est un épanouissement personnel.
Pendant deux années, une pause succède ensuite à l’âge de 14 ans à l’intégration de l’École du Rire, la première en Europe. Les cours sont dispensés par des humoristes belges reconnus qui apparaissent à la RTBF et pour certains au Grand Cactus. Freddy Tougaux du Grand Cactus, Sum, humoriste carolo et Olivier Leborgne, votez pour moi RTL sont des figures du milieu qu’il a côtoyé. Après cinq ans d’enseignement, le voilà transformé. Il participe à des festivals d’humour et contribue même aux premières parties de spectacles d’humoristes belges.
De 2019 à 2020, Ilario rejoint une troupe de théâtre et s’affirme encore notamment avec Burn Out de Charles Istace et Un Toit pour Toi de Viviane Tardivel.
La crise sanitaire s’abat alors sur le monde et les populations sont contraintes à deux confinements qui font marcher notre société au ralenti. Loin de l’avoir freiné sur sa lancée, il a utilisé ce temps donné à bon escient en se plongeant dans la rédaction de scénarios, livres et pièces de théâtre entre autres. Sa production est complète et il a constitué une réserve d’inspiration, un rassemblement d’idées pour l’avenir.
Ainsi né son one man show, Certains m’aiment drôle, un spectacle de deux heures qui lui a permis de prendre son envol et de se détacher de cette considération « l’élève de » qui commençait à l’encombrer. Il n'était alors âgé de seulement 20 ans à ce moment-là. 
Constitué de danse, de chants et d’humour noir, il incarne des personnages de la vie quotidienne : un homme attiré par des femmes plus âgées inversant ainsi la tendance, des prêtres à la messe faisant des sous-entendus sur les enfants de cœur, un garçon qui travaille en maison de retraite alors qu’il méprise les personnes âgées, il ose les sujets sensibles et tabous assumant ses choix. En représentation pendant deux ans, le spectacle a rencontré un réel succès.
L’introduction s’est faite devant ses camarades, professeurs et membres de l’auberge lors d’un voyage scolaire de fin d’année à Embrun dans le sud de la France, une façon de découvrir les premières opinions voyant cela comme un brouillon. Pendant les confinements, il décide d’améliorer les textes et de revoir la mise en scène. Une autre représentation avait eu lieu à Lille dans le nord de la France d’où est originaire sa mère.
En 2021, il fait la connaissance de Delphine Palmas, chorégraphe avec qui il collabore jusqu’à présent et depuis 2023, le réalisateur Blaise Fevry s’est joint à l’aventure.
L’année 2023-2024 marque aussi son année d’étude en dessin, ARTS 2 et actuellement il est en communication visuelle.
Parmi ses écrits, le public a le plaisir de découvrir un scénario de théâtre, Le Cochon, qui relate le récit d’un homme voué à un mariage forcé avec une femme qui le déplait vivement. Du théâtre, cet œuvre devient un film, Comment épouser un monstre ?, un long métrage ayant coûté la modique somme de 0 euro. Par ce projet, Ilario voulait démontrer qu’il était tout à fait possible de réaliser un long métrage à moindre coût et que des millions et des milliards d’euros ne sont pas forcément nécessaires pour faire des merveilles. Pari réussi, des préjugés ont été levés.
En août 2022, Ilario Spampinato reçoit le prix du public au festival de Pinewood de Londres pour son clip vidéo devenu le court métrage, Passion. Une musique prenante qui raconte l’histoire d’un amour qui retient quelque chose ou quelqu’un. Un drame qui se déroule en 1959, un homme aux proies à la dépression songe au suicide et pense que seule la passion peut le sauver. Le cinéaste, Carolos Brandon Gotto et l’actrice Margaux Colarusso l’ont accompagné dans la réalisation de cette œuvre.
La musique réunit tout ce qu’il le passionne et l'enthousiasme, il réalise plusieurs singles. Chanter ses textes est libérateur et il diffuse ses messages et ses pensées assumant ses convictions les plus profondes. Se désignant comme un être positif qui vit dans un monde négatif, il traduit ses sentiments en textes, images et son. Il invite à rechercher les messages cachés jusqu’à son style vestimentaire qu’il ne laisse pas au hasard. Auparavant coloré et joyeux, sage, le voilà en noir et blanc et qui affiche un air plus mature et rebelle. Ilario prône la liberté d’expression et la liberté sexuelle.
Rébellion est d’ailleurs le titre de son album qui comporte quelques chansons.
Devil in the Dark explique cette opposition complémentaire que l’on retrouve dans la symbolique du Yin et du Yang qui sont ses couleurs. Dancing through the Night suit le même esprit, le clip se passe en plein jour alors que le titre laissait supposer que les scènes se passeraient de nuit. Il joue sur l’ambiguïté et les contradictions.
Nostalgie est la première radio qui diffuse ses chansons.
Look at me Now est une nouvelle chanson à découvrir dès à présent. Sur cette dernière, il joue sur la sensibilité et l'émotion[réf. nécessaire].
Une pièce de théâtre s'intitulant Le mari cocu est prévu pour l'année prochaine et l'année suivante, un concert nommé Confession est envisagé. 